# Libyen i olympiska sommarspelen 1996
Libyen deltog i de olympiska sommarspelen 1996 med en trupp bestående av fem deltagare, men ingen av landets deltagare erövrade någon medalj.

## Cykling
Herrar
Landsväg
| Idrottare    | Gren                | Tid             | Placering       |
| ------------ | ------------------- | --------------- | --------------- |
| Yousef Shadi | Herrarnas linjelopp | Fullföljde inte | Fullföljde inte |

## Friidrott
Herrar
Bana
| Idrottare            | Gren                  | Heat omgång 1   | Heat omgång 1   | Heat omgång 2    | Heat omgång 2    | Semifinal        | Semifinal        | Final            | Final            |
| Idrottare            | Gren                  | Tid             | Placering       | Tid              | Placering        | Tid              | Placering        | Tid              | Placering        |
| -------------------- | --------------------- | --------------- | --------------- | ---------------- | ---------------- | ---------------- | ---------------- | ---------------- | ---------------- |
| Khaled Othman        | Herrarnas 100 meter   | 11.65           | 103             | Gick inte vidare | Gick inte vidare | Gick inte vidare | Gick inte vidare | Gick inte vidare | Gick inte vidare |
| Moustafa Abdel Naser | Herrarnas 400 meter   | Diskvalificerad | Diskvalificerad | Gick inte vidare | Gick inte vidare | Gick inte vidare | Gick inte vidare | Gick inte vidare | Gick inte vidare |
| Ali El-Zaidi         | Herrarnas 1 500 meter | 3:15.49         | 50              | N/A              | N/A              | Gick inte vidare | Gick inte vidare | Gick inte vidare | Gick inte vidare |
| Adel Adili           | Herrarnas maraton     | N/A             | N/A             | N/A              | N/A              | N/A              | N/A              | 2:32:12          | 88               |